# 维薇·勒恩
维薇·勒恩（瑞典語：Wivi Lönn，1872年5月20日—1966年12月27日），出生时姓名为奥利维娅·玛蒂尔达·勒恩（Olivia Mathilda Lönn），是芬兰建筑师。她是芬兰首位开办自己的建筑设计行的女性建筑设计师，也是首位被芬兰建筑师协会授予荣誉“教授”称号的女性。勒恩曾就学于理工学院（现为阿尔托大学的一部分）的建筑系，并在1896年毕业。其职业生涯中的主要设计集中在1900年代初期。其活跃工作期稍微超过15年，1930年代初之后她就基本退出了该行业。
她的建筑设计基本集中在坦佩雷和于韦斯屈莱周边地区。勒恩设计过30多所学校，虽然并不是所有的设计都最终建成。除了学校之外她也设计过工业建筑。勒恩设计中的强项是巧妙的布局和高效的空间使用，但遵循同时代的建筑风格。